# Fenazepam

Strukturformel för fenazepam.

Fenazepam är en kemisk substans som ingår i gruppen bensodiazepiner. Fenazepam verkar lugnande och kan användas mot ångest eller sömnsvårigheter. Från hösten 2007 har missbruk av substansen noterats i Sverige. Halveringstiden är cirka 60 timmar, vilket gör att ett rus kan vara under väldigt lång tid.
Bieffekterna av fenazepam är yrsel, dåsighet, muskelkramper, muskelsvaghet, trötthet, irritation och minnesförlust. Om man drabbas av en andningsdepression kan även andningen slås ut. Det krävs mycket små doser för att bli påverkad, och därför är risken för överdos stor.
Fenazepam utvecklades i Sovjetunionen och produceras i Ryssland och några länder i f.d. Sovjetunionen. Det används inte som läkemedel inom sjukvården i Sverige, säljs inte på apotek och blev den 25 augusti 2008 klassat som narkotika i Sverige. Det ingår i förteckning I, vilket innebär "narkotika som normalt inte har medicinsk användning", men finns för närvarande inte upptaget i förteckningarna i någon av de internationella narkotikakonventionerna.
Den 29 november 2008 rapporterades en 25-årig man i Örebro ha dött av en överdos av preparatet.